# Manilva
Manilva är en ort och kommun i provinsen Málaga i den autonoma regionen Andalusien i södra Spanien. Orten ligger cirka 83 kilometer sydväst om Málaga. Kommunen har 18 099 invånare (2024), på en yta av 35,58 km². Den är belägen i det sydvästra hörnet av Costa del Sol och gränsar till Estepona i öster, till Casares i norr samt till Cádizprovinsen i väster.